# پیز دی گروون
پیز دی گروون (به لاتین: Piz de Groven) یک کوه در سوئیس است که در کانتون گراوبوندن واقع شده‌است. پیز دی گروون ۲٬۶۹۴ متر بالاتر از سطح دریا واقع شده‌است.